# Grue du Canada
Antigone canadensis
Espèce
Statut de conservation UICN

 LC  : Préoccupation mineure
Statut CITES
La Grue du Canada (Antigone canadensis) est une espèce de grands échassiers de la famille des Gruidae vivant en Amérique du Nord, à Cuba et en Sibérie.

## Description
Les adultes sont presque entièrement gris ; en période de reproduction, le plumage est généralement beaucoup taché, en particulier dans les populations migratrices, et devient presque ocre. La grue a le front rouge, les joues blanches et un long bec pointu foncé. En vol, ses longues pattes sombres traînent et son long cou est maintenu droit. Les immatures ont le dessus roux et le ventre gris. Les deux sexes se ressemblent. La taille varie selon les différentes sous-espèces. Cette grue lance souvent un appel claironné qui rappelle un R roulé français et que l'on peut entendre à grande distance.
Les couples de grues se livrent à des appels à l'unisson. Elles se tiennent l'une contre l'autre, se livrant à un duo synchronisé complexe. La femelle lance deux appels à chaque appel unique du mâle.
C'est le seul grand oiseau gris d'Amérique du Nord en dehors du Grand Héron. Ce héron est de dimension similaires à la grue du Canada et est parfois appelé à tort une grue, même s'il est très différent dans les détails de son plumage et de son allure. Comme les autres hérons, il vole avec le cou rentré dans le corps.
À l'âge adulte, elle a une envergure de 2 à 2,5 m ce qui en fait un oiseau capable de planer comme les faucons et les aigles. Utilisant les thermiques comme ascenseur, elles peuvent rester en l'air pendant plusieurs heures, ne nécessitant que des battements d'ailes occasionnels et par conséquent ne dépensant que peu d'énergie.
On a dit que les grues du Canada dévoraient leurs petits si les parents les sentaient trop faibles. Cela semble peu probable. Ils dévorent les jeunes d'autres espèces, comme les canetons, surtout quand ils élèvent leurs petits. Cependant, les grues sont douces vis-à-vis de leurs petits blessés et respectent les cadavres de leurs jeunes.
La grue du Canada migre vers le sud pour l'hiver. Dans les aires d'hivernage, elles forment des troupeaux de plus de 10 000 oiseaux. Un bon endroit pour les observer est au refuge faunique national de Bosque del Apache, à 150 km au sud d'Albuquerque, au Nouveau-Mexique où se tient chaque année un festival de la grue en novembre.

## Répartition

Carte de répartition
Aire de nidification
Voie migratoire
Présent à l'année
Aire d'hivernage

On la trouve en Amérique du Nord, à Cuba et dans l'extrême nord-est de la Sibérie.

## Sous-espèces
D'après Alan P. Peterson, il en existe 6 sous-espèces :
- Grus canadensis canadensis (Linnaeus) 1758
- Grus canadensis nesiotes Bangs & Zappey 1905
- Grus canadensis pratensis Meyer,FAA 1794
- Grus canadensis pulla Aldrich 1972
- Grus canadensis rowani Walkinshaw 1965
- Grus canadensis tabida (Peters,JL) 1925

## État des populations, pressions menaces
Comme de nombreux oiseaux, cette espèce est menacée d'une part la régression de ses habitats naturels partout où l'agriculture intensive, l'urbanisation, la périurbanisation et l'artificialisation des milieux progressent. Elle est victime de collision avec les lignes à haute-tension et parfois du road-kill (collisions avec des véhicules), ainsi que de saturnisme aviaire quand les oiseaux ingèrent des grenailles de plomb en se nourrissant au sol sur des zones chassées depuis longtemps.

## Galerie

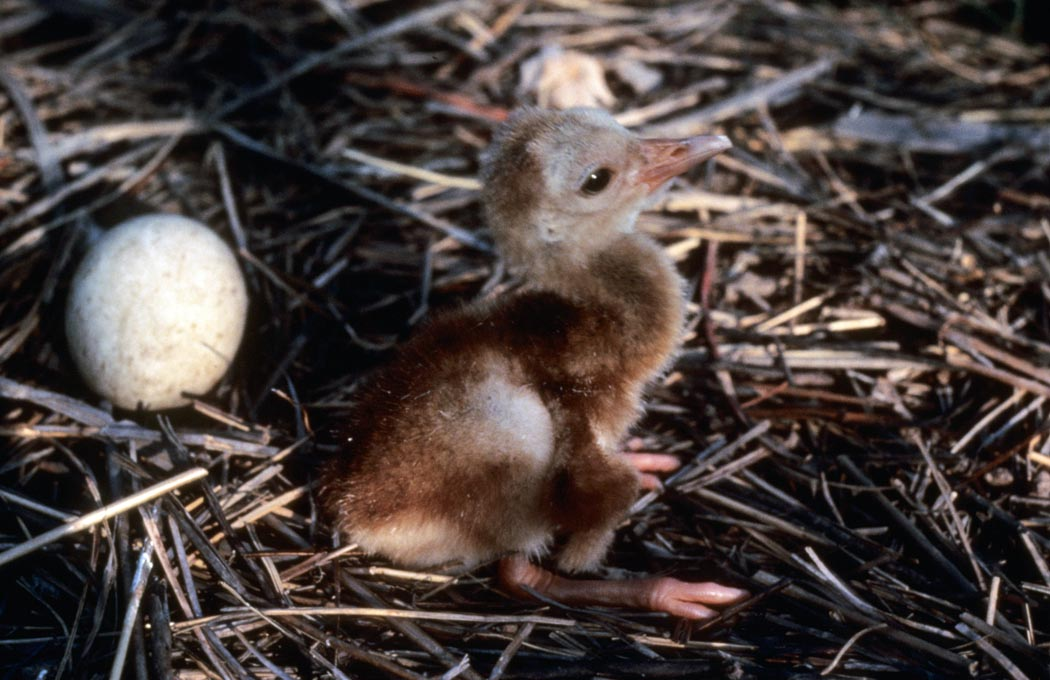
Œuf et jeune.
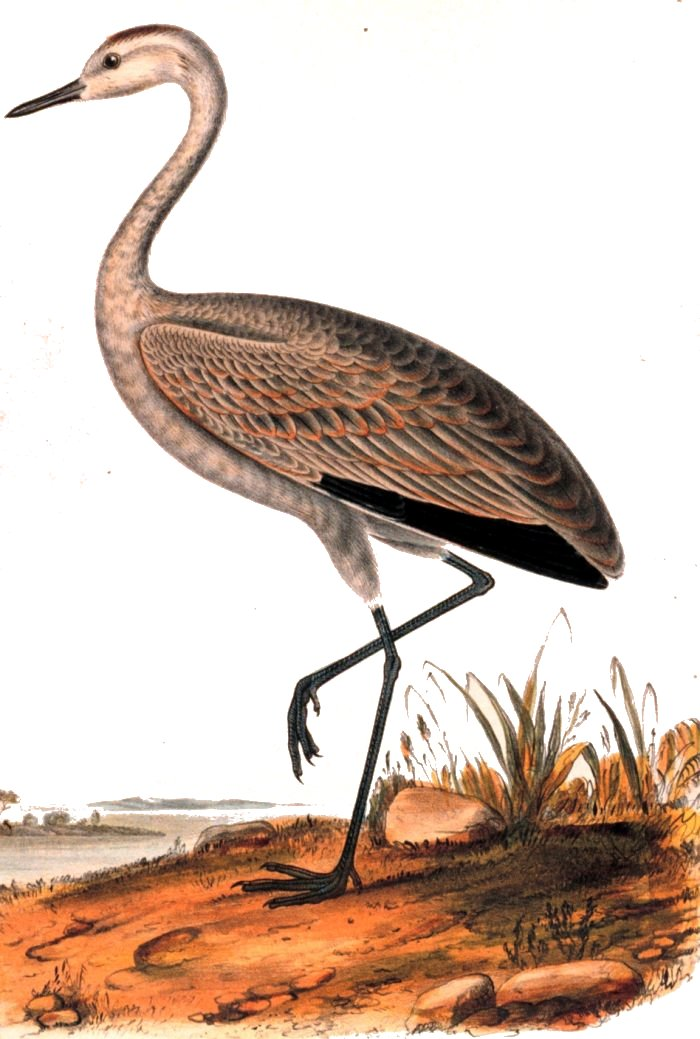
Illustration (1859).
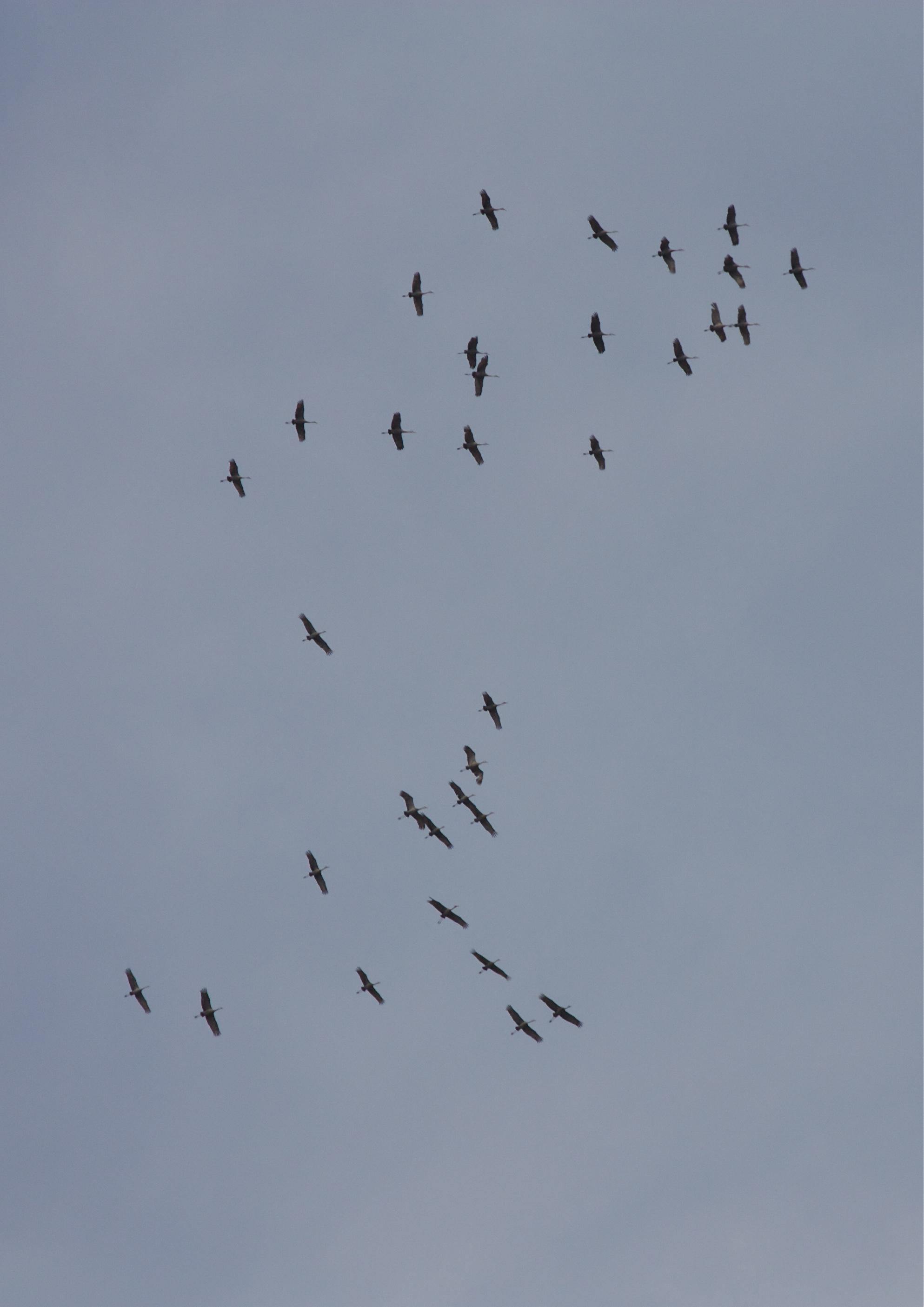
En vol.
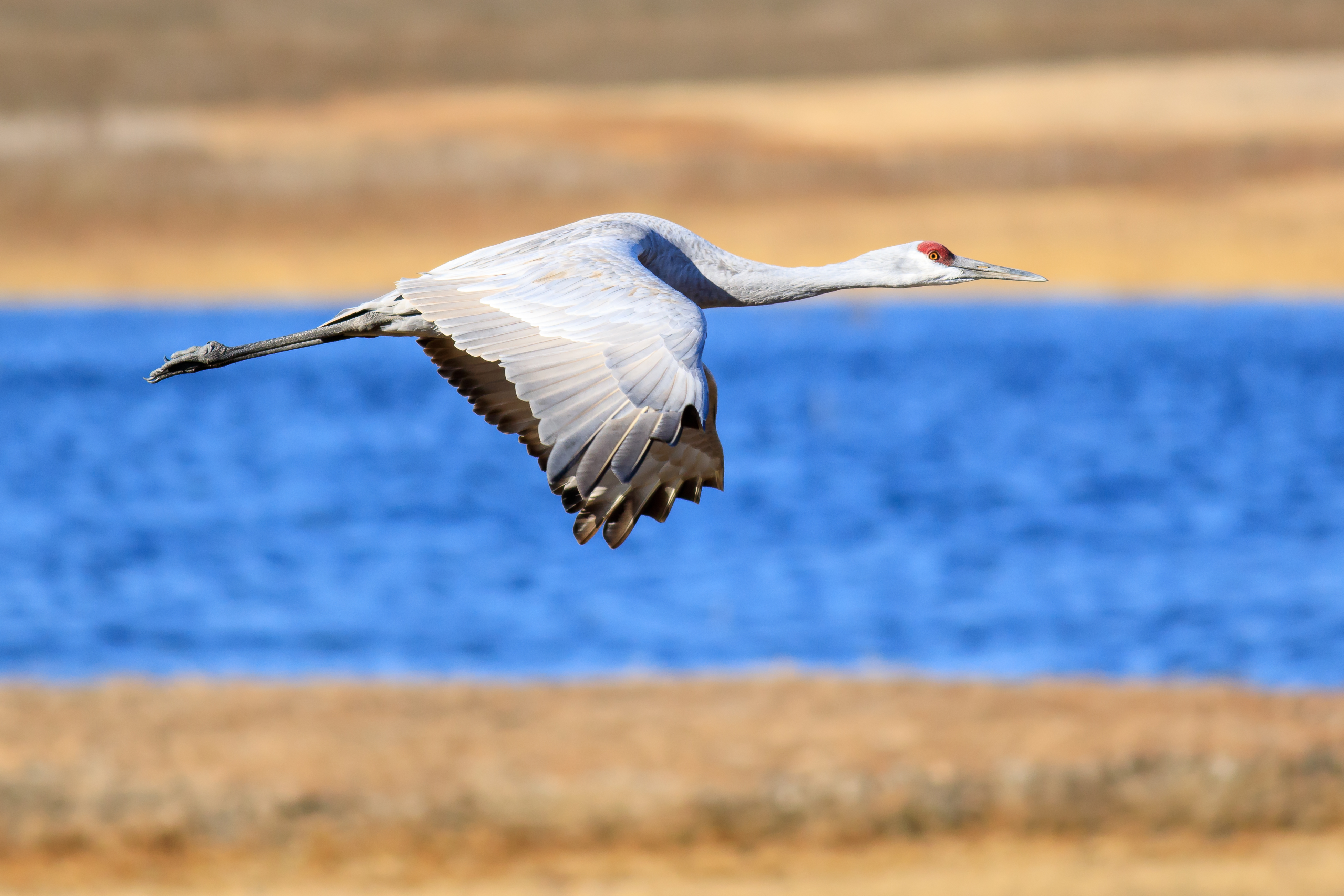
En vol.
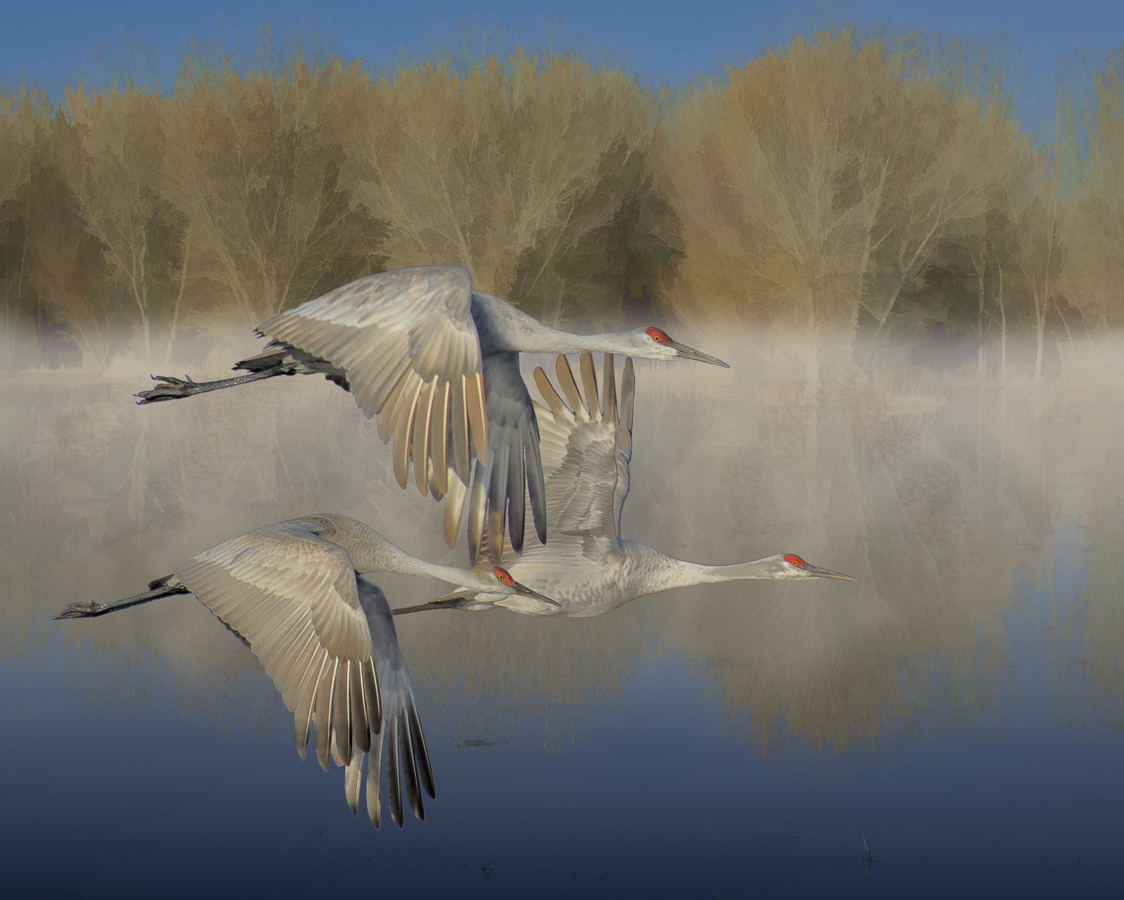
En vol, au refuge faunique national de Bosque del Apache.
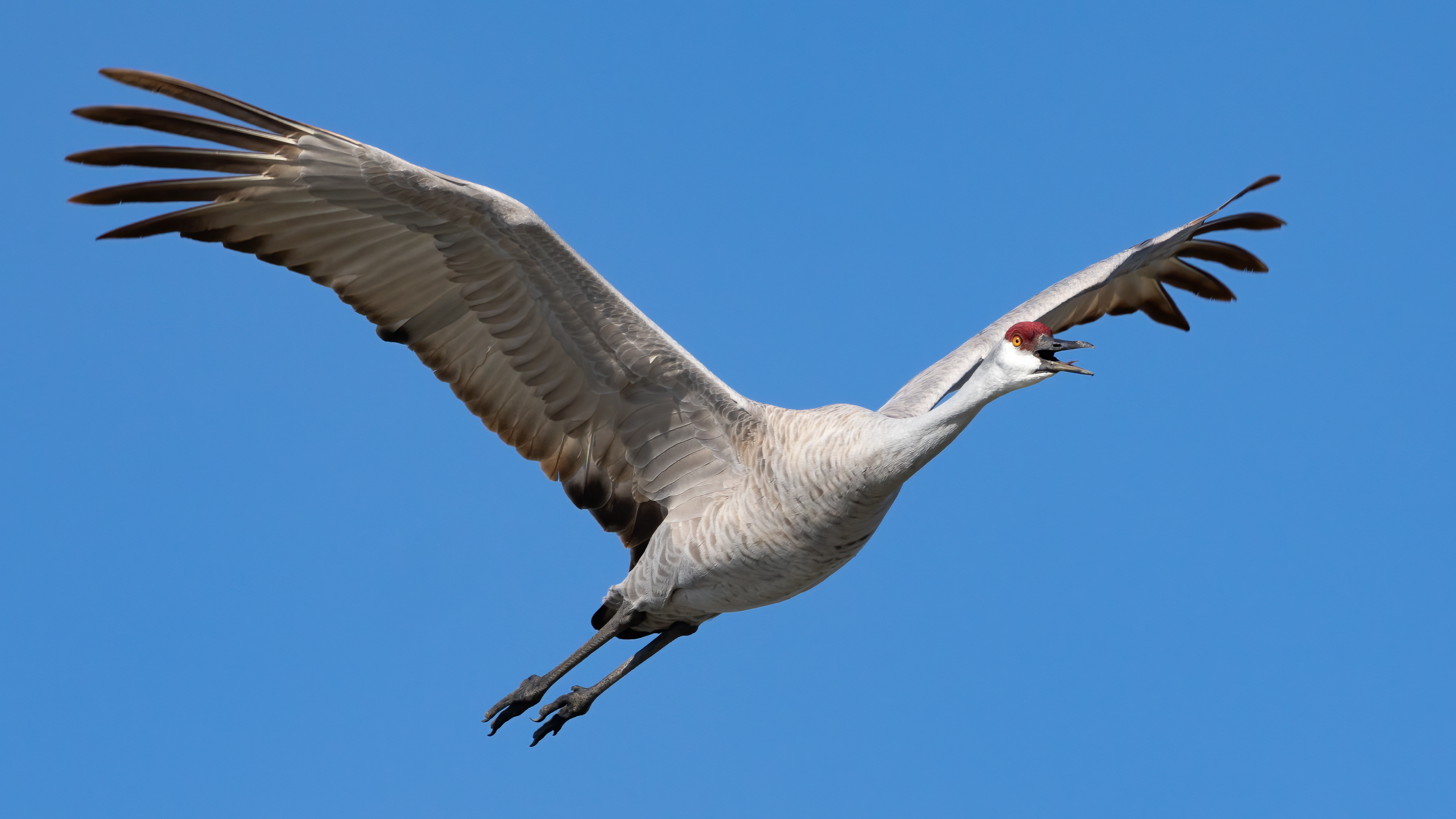
Une grue du Canada en vol au dessus du Sacramento National Wildlife Refuge Complex (en) en Californie.